# If That Were Me
"If That Were Me" é o quinto single da cantora Melanie C, lançado em 2000.

## Faixas
UK Single
1. "If That Were Me"
2. "If That Were Me" (Acoustic Version)
3. "When You're Gone" (Live)
4. "If That Were Me" (Vídeo)

UK Cassette
1. "If That Were Me"
2. "If That Were Me" (Acoustic Version)
3. "When You're Gone" (Live)

## Posições nas paradas musicais
| Parada musical (2000)     | Posição |
| ------------------------- | ------- |
| UK Singles Chart          | 18      |
| Portuguese Singles Chart  | 21      |
| Italian Singles Chart     | 25      |
| German Singles Chart      | 58      |
| Austrian Singles Chart    | 32      |
| Australian                | 28      |
| Irish Singles Chart       | 38      |
| Swedish Singles Chart     | 22      |
| Swiss Singles Chart       | 50      |
| New Zealand               | 22      |
| Netherlands Singles Chart | 41      |